# الهجوم على كنيسة سفيتا نيديليا
كان هجوم كنيسة سفيتا نديليا هجومًا إرهابيًا على كنيسة سفيتا نديليا في صوفيا، بلغاريا. تم تنفيذه في 16 أبريل 1925، عندما فجرت مجموعة من الحزب الشيوعي البلغاري (BCP) سقف الكنيسة خلال مراسم تشييع الجنرال كونستانتين جورجييف، الذي قتل في هجوم شيوعي سابق في 14 نيسان\ أبريل. وقتل 200 شخص معظمهم من النخبة السياسية والعسكرية في البلاد وأصيب نحو 500.
بعد فشل انتفاضة سبتمبر في عام 1923 وحظر محكمة الاستئناف البلغارية العليا للحزب لشيوعي البلغاري في 2 أبريل 1924، وجد الحزب الشيوعي نفسه في وضع صعب. ألقت الحكومة القبض على العديد من النشطاء، وكان وجود المنظمة تحت التهديد. تم إنشاء مجموعة انتقامية خاصة كجزء من اللجنة المركزية لالقيادة المركزية للحزب،قاموا، بتشكيل مجموعات صغيرة معزولة ("шесторки"، "shestorki" ) نفذت هجمات فردية. لكن هذا لم يمنع الشرطة من اكتشاف وتدمير الهياكل غير القانونية بسهولة نسبية.  
وفي وقت لاحق، في كانون الأول ديسمبر 1924، جندت منظمة بيتار زاغورسكي، وهو قندلفت(حارس) في الكنيسة. اقترح غتيال مدير الشرطة وقيام عملية كبيرة على نطاق واسع من خلال الجنازة. وبهذه الطريقة، كانوا يأملون في القضاء على عدد كبير من الشخصيات الرئيسية في التسلسل الهرمي للشرطة وبالتالي تقليل الضغط الذي تمارسه السلطات على مكتب الحزب. رحب بهذه الفكرة ستانكي ديميتروف، سكرتير اللجنة المركزية، الذي ناقشها مع جورجي ديميتروف وفاسيل كولاروف، الأمين العام للكومنترن، في أوائل عام 1925. ومع ذلك، لم يوافقوا على الاقتراح، لأنهم كانوا يعتقدون أن مثل هذا الإجراء يجب أن يسبقه التحضير لانتفاضة واسعة النطاق ستتبع الهجوم.
في غضون ذلك، واصلت الحكومة زيادة الضغط على حزب الشيوعي. بعد مقتل فالشو إيفانوف، وهو موظف مؤثر، في 11 شباط فبراير 1925، تم إدخال تعديل على قانون حماية الدولة زاد من سلطة الحكومة في 10 اذار مارس. ثم اغتيل ياكو دوروسييف، رئيس مكتب الحزب الشيوعي، في 26 مارس / آذار. هددت هذه الأحداث وجود الحزب الشيوعي البلغاري وأغضبت قيادة الحركة. أعلنوا أنهم على استعداد لوضع خطتهم موضع التنفيذ على الرغم من رفض الكومنترن. لقد تم الافتراض بأن المهاجمين تصرفوا بدعم من المخابرات السوفيتية، ولكن لا يوجد دليل يدعم هذه الفرضية. [بحاجة لمصدر]

## تنفيذ الخطة
قامت الإدارة بتكليف إحدى مجموعاتها بهذه المهمة، وحملوا ما مجموعه 25   كيلوغرام من المتفجرات إلى علية كنيسة سفيتا نديليا على مدى أسبوعين. تم تركيب المتفجرات في عبوة فوق أحد أعمدة القبة الرئيسية الواقعة عند المدخل الجنوبي للمبنى. كانت الخطة تفجير القنبلة بواسطة سلك بطول 15 م من شأنه أن يسمح للمهاجمين بالفرار.
بسبب الحراسة المكثفة في خدمة جنازة فلاديمير ناتشيف، اختار الحزب ضحية أخرى ليستخدموا جنازتها كطعم للهجوم وتفجير الكنيسة. في الساعة الثامنة مساء يوم 14 أبريل / نيسان، اغتال أتاناس تودوفيتشين، نائب التحالف الديمقراطي الحاكم، الجنرال كونستانتين جورجييف أمام كنيسة في صوفيا أثناء توجهه هناك للقداس مع حفيدته.
تم تحديد مراسم تشييع الجنرال جورجييف في 16 أبريل، الخميس المقدس. من أجل زيادة عدد القتلى، أرسل المنظمون دعوات مزورة نيابة عن جمعية ضباط الاحتياط. في الساعة 7 من صباح يوم 16، قاد زادجورسكي نيكولا بتروف إلى السطح، حيث كان بيتروف يفجر القنبلة على إشارة زادجورسكي. دخل موكب الجنازة الكنيسة في الساعة الثالثة من بعد ظهر ذلك اليوم. وقد قام بهذه الخدمة المطران ستيفان، المطران ورئيس الكنيسة المستقبلي. تم وضع النعش في البداية بجوار العمود الذي سيتم تفجيره، ولكن بعد ذلك تم تحريكه للأمام بسبب العدد الكبير من الأشخاص الذين حضروا الحفل.

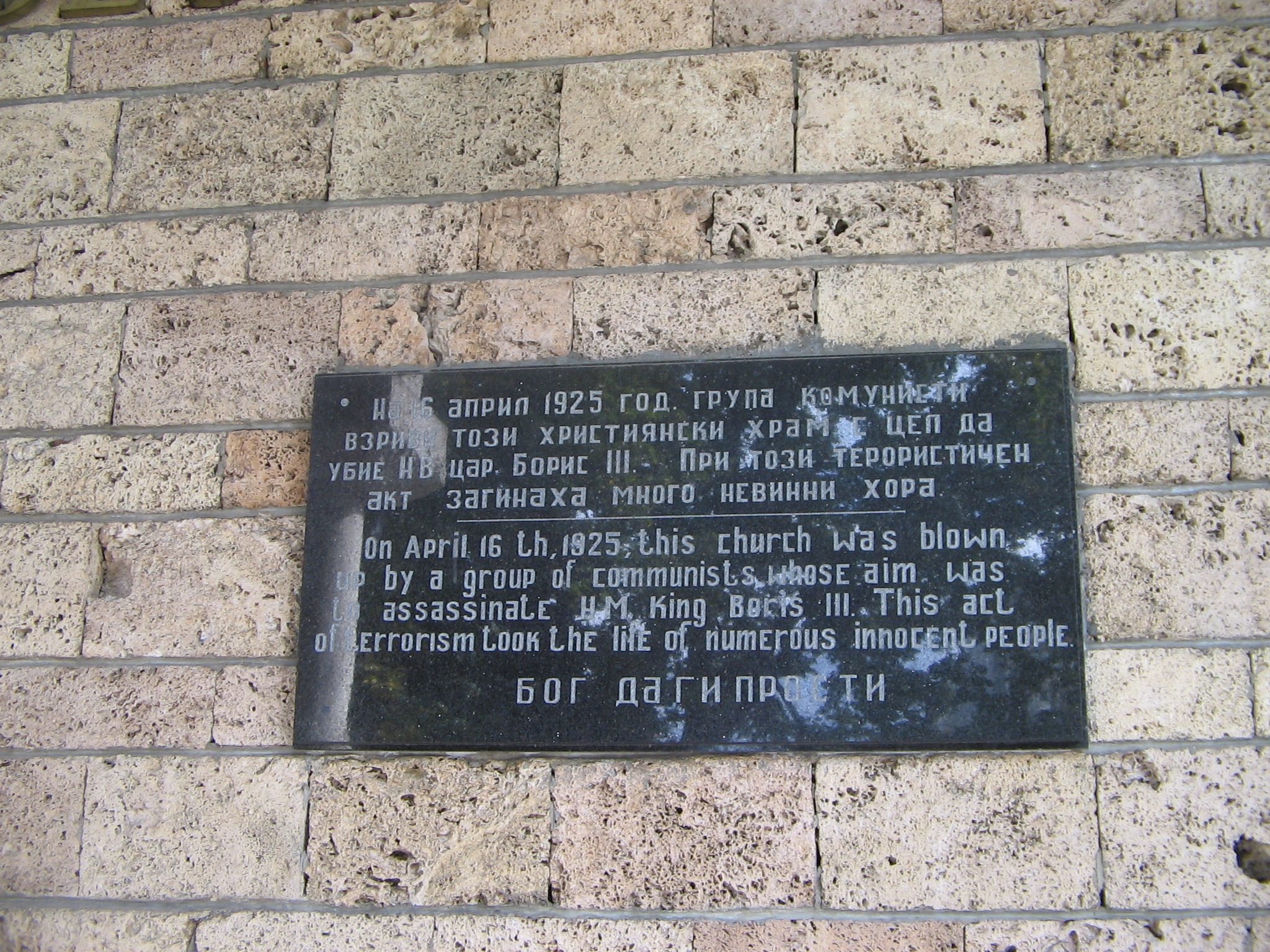
لوحة في الكنيسة تحيي ذكرى ضحايا الهجوم بالقنابل

وفقًا لخطة المجموعة، عندما اجتمعت الجماعة وبدأت الخدمة، أعطى دادزورسكي إشارة لنيكولا بتروف بتفجيرها، وبعد ذلك غادر الاثنان المبنى حوالي الساعة 3:20. دمر الانفجار القبة الرئيسية للكنيسة، ودفن العديد من الناس في الداخل. تسبب الانفجار في الداخل في مزيد من الأضرار. لقى 150 شخصا مصرعهم خلال الانفجار وأصيب 500 آخرون. بالصدفة، نجا جميع أعضاء الحكومة. الملك، القيصر بوريس الثالث، لم يكن في الكنيسة، حيث كان يحضر جنازات أولئك الذين قتلوا في محاولة حياته في ممر أراباكوناك في ستارا بلانينا. وكان من بين الضحايا الجنرال كالين نايدينوف (وزير الحرب خلال الحرب العالمية الأولى ) ؛ ستيفان نيريزوف، قائد الجيش البلغاري في دوجران ؛ الجنرال إيفان بوبوف، الجنرال غريغور كيوركييف، ثم - عمدة صوفيا باسكال باسكاليف، بالإضافة إلى حاكم آخر، ورئيس الشرطة، وثلاثة نواب. كما قتل 25 امرأة وطفل.

## العواقب المباشرة
في مساء اليوم التالي للهجوم الإرهابي، تم إعلان الأحكام العرفية. تسبب الهجوم في موجة من القمع العنيف الذي نظمه الاتحاد العسكري بموافقة ضمنية من الحكومة. خلال الأسبوعين التاليين، تم إعدام ما يقرب من 450 شخصًا بدون محاكمة، بما في ذلك الشاعر جيو ميليف والصحفي يوسف هيربست. (تم اكتشاف مقبرة جماعية للقتلى في عام 1925 في الخمسينيات أثناء بناء السد، وتم التعرف على جثة ميليف بواسطة عينه الزجاجية - فقد عينه في الحرب العالمية الأولى). جزء في المنظمة. وكان من بين القتلى زعيما الوزارة كوستا يانكوف وإيفان مينكوف. تمكن عدد قليل من منظمي الهجوم، مثل زلاتاريف وبيتار أباجديف ونيكولا بتروف، من الفرار إلى الاتحاد السوفيتي عبر يوغوسلافيا. استسلم زاغورسكي للشرطة وأدلى باعتراف.
جرت محاكمة الاعتداء أمام محكمة عسكرية في صوفيا بين 1-11 ايار مايو 1925.، حكم عليهم جميعا بالإعدام.

## روابط خارجية
- صور الكاتدرائية قبل الهجوم وبعده